# Massacre do liceu de Maalot

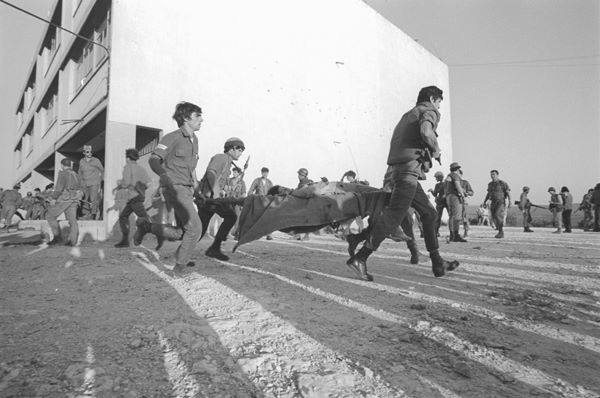
O massacre de Ma'alot.

O massacre do liceu de Maalot ocorreu em 15 de Maio de 1974 em Ma'alot-Tarshiha, uma cidade no norte de Israel. Nessa data, que correspondia ao 26º aniversário da independência de Israel, um grupo de terroristas palestinianos tomou o controlo de uma escola secundária em Maalot. Os terroristas mataram imediatamente o guarda da escola e alguns dos alunos. Os restantes alunos e professores foram feitos reféns.
Ainda nessa manhã, os homens foram identificados como membros da Frente Democrática para a Libertação da Palestina que se tinham infiltrado em Israel a partir do Líbano. Eles apresentaram as suas exigências: a libertação de terroristas palestinianos de prisões israelitas, caso contrário eles matariam os alunos. O prazo limite foi definido para as 18h00 do mesmo dia.
O Knesset, (parlamento israelita) reuniu-se de emergência e por volta das 15h00 decidiu negociar, mas os terroristas se recusaram a estender o prazo.
Às 17h45, uma unidade da brigada de elite Sayeret Matkal tomou de assalto o edifício. Todos os terroristas foram mortos no assalto, mas não antes que eles tivessem usado armas de fogo e explosivos contra os alunos. Num total, 27 pessoas foram mortas e 68 feridas (não incluindo os terroristas), incluindo algumas pessoas mortas pelos terroristas a caminho da escola, na noite anterior.